# Fabio Bottazzini
Fabio Bottazzini (2 marzo 2004) è un atleta paralimpico italiano appartenente alla categoria T64 e specializzato nelle corse di velocità.

## Biografia
Amputato sotto al ginocchio a causa di un incidente in motorino, inizia a praticare l'atletica leggera dopo aver ricevuto una protesi grazie a un bando ministeriale. È tesserato per la società Polha Varese e allenato da Cristina Martinelli.
Nel 2022 partecipa ai Giochi europei paralimpici giovanili tornando a casa con la medaglia d'argento dei 100 metri piani T64 under 20 e quella di bronzo del salto in lungo T64 under 20.
Nel 2023 è portabandiera per l'Italia ai campionati mondiali paralimpici di Parigi, dove si ferma alle fasi eliminatorie dei 100 metri piani T64, ma conquista la medaglia d'argento nei 200 metri piani T64, in entrambi i casi migliorando i due primati personali.

## Palmarès
| Anno | Manifestazione                       | Sede   | Evento                      | Risultato | Prestazione | Note                          |
| ---- | ------------------------------------ | ------ | --------------------------- | --------- | ----------- | ----------------------------- |
| 2022 | Giochi europei paralimpici giovanili | Lahti  | 100 m piani T64 under 20    | Argento   | 12"19       | [ 2 ]                         |
| 2022 | Giochi europei paralimpici giovanili | Lahti  | Salto in lungo T64 under 20 | Bronzo    | 5,52 m      | [ 3 ]                         |
| 2023 | Mondiali paralimpici                 | Parigi | 100 m piani T64             | Batteria  | 11"42       | Miglior prestazione personale |
| 2023 | Mondiali paralimpici                 | Parigi | 200 m piani T64             | Argento   | 23"10       | Miglior prestazione personale |